# Salvador Brotons i Soler

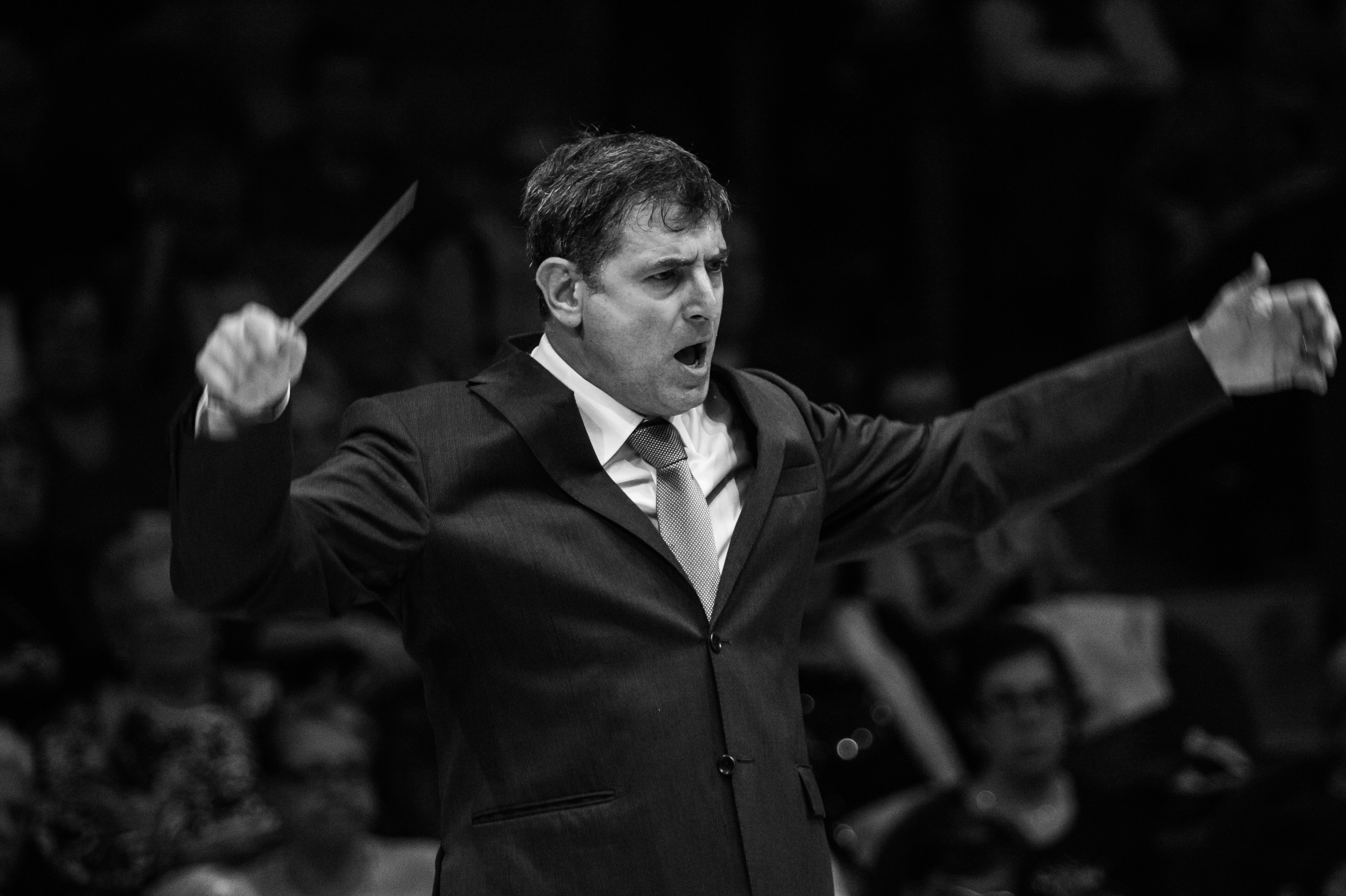
Salvador Brotons i Soler (2013)

Salvador Brotons i Soler (* 17. Juli 1959 in Barcelona) ist ein katalanischer Dirigent, Flötist und Komponist. Brotons ist aktuell der Dirigent der Banda Municipal de Barcelona sowie der Chefdirigent des Vancouver Symphony Orchestra.

## Leben und Werk
Brotons studierte von 1967 bis 1985 am Städtischen Konservatorium von Barcelona. Er erhielt hohe Auszeichnungen für seine Leistungen in den Fächern Flöte, Komposition und Orchesterleitung. Seine Lehrer waren hier Antoni Ros i Marbà, Xavier Montsalvatge, Manuel Oltra sowie sein Vater, der Professor für Flöte war. Er absolvierte Aufbaustudien in Frankreich und Großbritannien. 1985 ermöglichte ihm ein Fulbright-Stipendium die Promotion in Musik an der Florida State University in den Vereinigten Staaten, wo er anschließend bis 1997 lebte.
Von 1977 bis 1985 wirkte Brotons als Flötist im Orchester des Gran Teatre del Liceu in Barcelona, von 1981 bis 1985 hatte er dieselbe Position im Orquestra Ciudad de Barcelona. Von 1986 bis 1987 war er stellvertretender Leiter des Symphonieorchesters der Universität von Florida. Etwas später übernahm er für nahezu zehn Jahre bis 1997 den Chefdirigentenposten des Orchesters der University of Portland. An dieser Universität unterrichtete Brotons auch
Kontrapunkt, Orchesterleitung sowie Musikgeschichte. Von 1990 bis 1993 war er Chefdirigent der Oregon Sinfonietta, von 1989 bis 1991 des Mittleman Jewish Community Orchestra, von 1998 bis 2001 des Orquestra Simfònica de les Illes Balears (Symphonieorchesters der Balearen), sowie von 1998 bis 2002 und von 2009 bis 2013 des Orquestra Simfònica del Vallès (Symphonieorchester des Vallès). Seit 1991 ist Brotons auch Direktor des Symphonieorchesters von Vancouver. Seit 2008 wirkt Brotons als musikalischer Direktor der Banda Municipal de Barcelona.
Als Komponist erhielt Brotons 1977 den Premio de Composición Orquesta Nacional (Nationalen Preis für Orchesterkompositionen) für seine Vier Stücke für Streicher und 1983 für seine erste Symphonie den Premi Ciutat de Barcelona (Preis der Stadt Barcelona) sowie 1986 den ersten Preis der Southeastern Composers League für seine kleine Kammersymphonie. 1987 erhielt er den Preis für Flötenkomposition der University of Wisconsin–Madison für seine Flöten-Suiten und 1991 den Preis für Komposition Reina Sofía für sein Orchesterwerk Virtus. Erwähnenswert sind weiter seine Fantasia für Blasinstrumente und Streicher von 1976, sein Konzert für Flöte von 1996, die Symphonie Nr. 3 von 1999, die Symphonie Nr. 5 Mundus noster von 2010 und die Symphonie Nr. 6 Concise von 2011, sowie die Rhapsodie für Orchester Terres llemosines (Die Region Limousin, Das Land  Limousin). Darüber hinaus schrieb er mehrere Sonaten für zwei Instrumente und die Kantate Randa, die er Ramon Llull gewidmet hat. Sein absolutes Feingefühl für amerikanische Musikästhetik tritt exemplarisch in seinem Konzert für Posaune und Orchester von 1995 hervor.
Brotons’ Musiksprache ist frei von ästhetischen Vorgaben und avantgardistischen Einflüssen. Sie zeichnet sich durch ausdrucksvolle Zugänglichkeit und eine idiomatische Natürlichkeit aus. Dies resultiert wohl aus der Tatsache, dass Brotons schon von seinen musikalischen Ursprüngen her sowohl Interpret als auch Komponist ist. Sein Werk ist gekennzeichnet durch einen extrovertierten Charakter und eine Treue zur Tonalität in einem sehr umfassenden Sinn. In seiner Musik geht eine ständige Kommunikationsbereitschaft mit einem tiefen Gespür für formale Ausgewogenheit zusammen. Diese Eigenschaften zeigen sich in all seinen Sonaten und Kammermusikwerken wie auch in seinen großformatigen Symphonien.
Brotons wirkt seit 2001 als Professor für Dirigat und Komposition an der Escola Superior de Música de Catalunya (ESMUC).